# Isaac McHardie
Isaac McHardie est un skipper néo-zélandais né le 6 juillet 1997 à Hamilton. Il a remporté avec William McKenzie la médaille d'argent du 49er aux Jeux olympiques d'été de 2024, organisés à Paris.